# Алтаїр Гомес де Фігейредо
Алтаїр Гомес де Фігейредо (порт. Altair Gomes de Figueiredo; 22 січня 1938, Нітерой — 9 серпня 2019, Сан-Гонсалу) — бразильський футболіст, що грав на позиції захисника.
Виступав, зокрема, за клуб «Флуміненсе», а також національну збірну Бразилії. У складі збірної — чемпіон світу.

## Клубна кар'єра
Вихованець клубу «Мануфатора» з рідного міста Нітерой. У 1955 році він перейшов в клуб «Флуміненсе» і виступав за цю команду впродовж 16-ти років, провівши 551 гру і забив 2 голи. З «Флу» Алтаїр двічі вигравав турнір Ріо-Сан-Паулу, двічі Кубок Гуанабара і тричі перемагав у чемпіонаті штату Ріо-де-Жанейро.
Завершив професійну ігрову кар'єру у клубі «Спорт Ресіфі», за який недовго виступав протягом 1971 року.

## Виступи за збірну
1962 року дебютував в офіційних матчах у складі національної збірної Бразилії. Того ж року у складі збірної був учасником чемпіонату світу 1962 року у Чилі, здобувши того року титул чемпіона світу, проте на поле не виходив.
На наступному чемпіонаті світу 1966 року в Англії Алтаїр зіграв у 2 матчах: з Болгарією (2:0) та Угорщиною (1:3), однак бразильці несподівано не змогли вийти з групи.
Всього протягом кар'єри у національній команді, яка тривала 5 років, провів у формі головної команди країни 18 матчів.

## Подальше життя
Після завершення кар'єри гравця Алтаїр повернувся в Нітерой. Там він працював в місцевому муніципалітеті, куруючи освітні проекти, пов'язані з футболом. У 1990-х Алтаїр повернувся у «Флу», де працював в штаті команди, а також з молодіжними командами клубу. У 1995 році він, як помічник тренера, виграв Кубок Ріо. Також Алтаїр попрацював головним тренером клубу «Канто до Ріо».

## Титули і досягнення
- Переможець Ліги Каріока (3):

«Флуміненсе»: 1959, 1964, 1969
- Чемпіон світу (1):

Бразилія: 1962